# 1985 (Boris)
1985 è un album in studio del gruppo musicale giapponese Boris, pubblicato nel 2019.

## Tracce
Side A:
1. Week End Part.01 – 5:59
2. どうしてもあなたをゆるせない -Tears- – 4:22
3. U Fu Fu – 4:10
4. 補綴 -Epithese- – 4:21

Side B:
1. In/Out/In/Out – 6:52
2. Papa – 3:14
3. Week End Part.02 – 5:17

## Formazione
- Takeshi – basso, chitarra, voce
- Wata – chitarra, voce, effetti
- Atsuo – batteria, voce